# Dead Last
Dead Last (Brasil: Além da Morte) é uma série de televisão estadunidense de Drama, Fantasia, Terror e Comédia, produzida pela Warner Bros. em 2001. A série teve uma temporada com 13 episódios, mas apenas oito foram ao ar. Porém, quando a série foi comprada pelo canal brasileiro SBT, todos os 13 episódios foram exibidos. No Brasil, a série foi exibida pelo canal Warner Channel entre 2001 e 2002, e pelo SBT entre 2003 e 2005.

## Sinopse
Conta a história de três membros de uma banda fictícia chamada The Problem, que encontrou um amuleto mágico que faz com que eles vejam e falem com fantasmas. Cada episódio mostra a banda ajudando um fantasma ou um grupo de fantasmas a irem para "o outro lado".

## Elenco
- Tyler Labine como Scotty Sailback
- Kett Turton como Vaughan Parrish
- Sara Downing como Jane Cahill
- Wayne Pére como Dennis Budny

## Lista de episódios
1ª Temporada
1. Piloto (Pilot)
2. Heebee Geebees
3. A Morte Está no Ar (Death Is In The Air)
4. O Candidato Mulraviano (The Mulravian Candidate)
5. O Problema com a Corrupção (The Problem With Corruption)
6. Para Servir, com Amor (To Serve, With Love)
7. Aflição Gástrica (Gastric Distress)
8. Espírito Adolescente (Teen Spirit)
9. Ele Que Derreteu Isso (He Who Smelt It) (não foi ao ar)
10. Laughin It Up (não foi ao ar)
11. A Saída de Jane (Jane's Exit) (não foi ao ar)
12. O Toque de Crawford (não foi ao ar)
13. Viva e o Amuleto Morre (Live And Amulet Die) (não foi ao ar)